# Тайху
Тайху (на китайски: 太湖; на пинин: Tài Hú) е сладководно отточно езеро в Източен Китай, в провинции Дзянсу и Джъдзян. Площта му се мени от 2200 до 3600 km², максималната му дълбочина е 2,6 m, а обемът – 4,3 km³.
Езерото Тайху е най-източното и най-малкото от трите големи езера, разположени в южната част на Голямата китайска равнина, покрай десния бряг на река Яндзъ, на 3,1 m н.в. Дължината му от север на юг е около 60 km, ширината – до 40 km. Западните и южните му брегове са слабо разчленени, а североизточните са изпъстрени с множество заливи и полуострови. Тук се намира и остров Уфъншан, най-големият в езерото. В него се вливат няколко малки реки, като най-големи са Бейча и Ситяоци. Чрез три канала се оттича в естуара на Яндзъ. На изток от него преминава участък от Големия (Великия) китайски канал, с който е свързано със система от малки реки. В периода на летните мусони е пълноводно и увеличава почти два пъти площта си. Развито е местното корабоплаване и местният риболов, а водите му се използват през сухия сезон за напояване на обширните оризови полета около него. Бреговете му са гъсто населени, като най-големите селища са градовете Уси, Суджоу, Худжоу, Джичън, Исин.